# Carcelia flavimaculata
Carcelia flavimaculata là một loài ruồi trong họ Tachinidae.